# Harmonie mutuelle
Harmonie Mutuelle est une mutuelle française créée en 2013, dont le siège social est basé à Paris. Ses services sont : la complémentaire santé, la prévention, la prévoyance et l'épargne. Elle opère auprès des particuliers, des agents de la fonction publique, des professionnels indépendants et des entreprises.

## Historique
Issue de plusieurs rapprochements qui ont jalonné son histoire, Harmonie Mutuelle est en 2023 la première mutuelle santé de France.
En 1988, les mutuelles départementales santé de Haute-Marne, Meurthe-et-Moselle, Moselle et des Vosges fusionnent pour former Préviade.
En 1998, trois mutuelles départementales se rapprochent et créent la Mutuelle SPHERIA-Val de France.
En janvier 2006, Préviade-Mutouest et Imadiès de Normandie fusionnent pour devenir Prévadiès.
En janvier 2009, Prévadiès et les mutuelles Altéis Mutuelles et Relaya fusionnent. Cette même année, la Mutuelle Action des Côtes d'Armor (CPSAC), la Mutuelle Action du Finistère (CPSF), la MIF d'Ille-et-Vilaine et la mutuelle La Solidarité du Calvados rejoignent Prévadies.
Prévadiès devient la première mutuelle interprofessionnelle de France par son nombre d'adhérents et son montant de cotisations encaissées.
En janvier 2013, Prévadiès, Harmonie Mutualité, Mutuelle Existence, SPHERIA Val de France et Santévie fusionnent pour la création d'une entité commune et unique : Harmonie Mutuelle.
En septembre 2017, les groupes Harmonie Mutuelle, MGEN et MNT créent le Groupe VYV.

## Organisation et gouvernance
Guy Herry était le premier président d’Harmonie Mutuelle de 2012 à juin 2013. En plus de ce poste, Guy Herry a exercé d'importantes responsabilités mutualistes dont son poste de Secrétaire général de la Fédération nationale de la mutualité française de 1993 à 2009.
Précédemment secrétaire général d’Harmonie Mutuelle, Joseph Deniaud en juin 2013 remplace Guy Herry, arrivé au terme de son mandat. Sa carrière mutualiste remonte à 1993 avec son entrée au conseil d’administration de Loire-Atlantique Mutualité, l'une des constituantes d'Harmonie Mutuelle.
Le 7 juillet 2021, Thomas Blanchette est élu à son tour président d’Harmonie Mutuelle pour reprendre les fonctions de Stéphane Junique qui devient alors président du groupe VYV. Thomas Blanchette est par ailleurs vice-président du Groupe VYV, et président de Mutex SA.
De sa création en 2012 jusqu’en septembre 2016, François Venturini occupait les fonctions de directeur général.
En septembre 2016, Catherine Touvrey devient directrice générale d'Harmonie Mutuelle et depuis septembre 2017 elle est également nommée directrice assurance protection sociale du groupe VYV.

## Identité visuelle

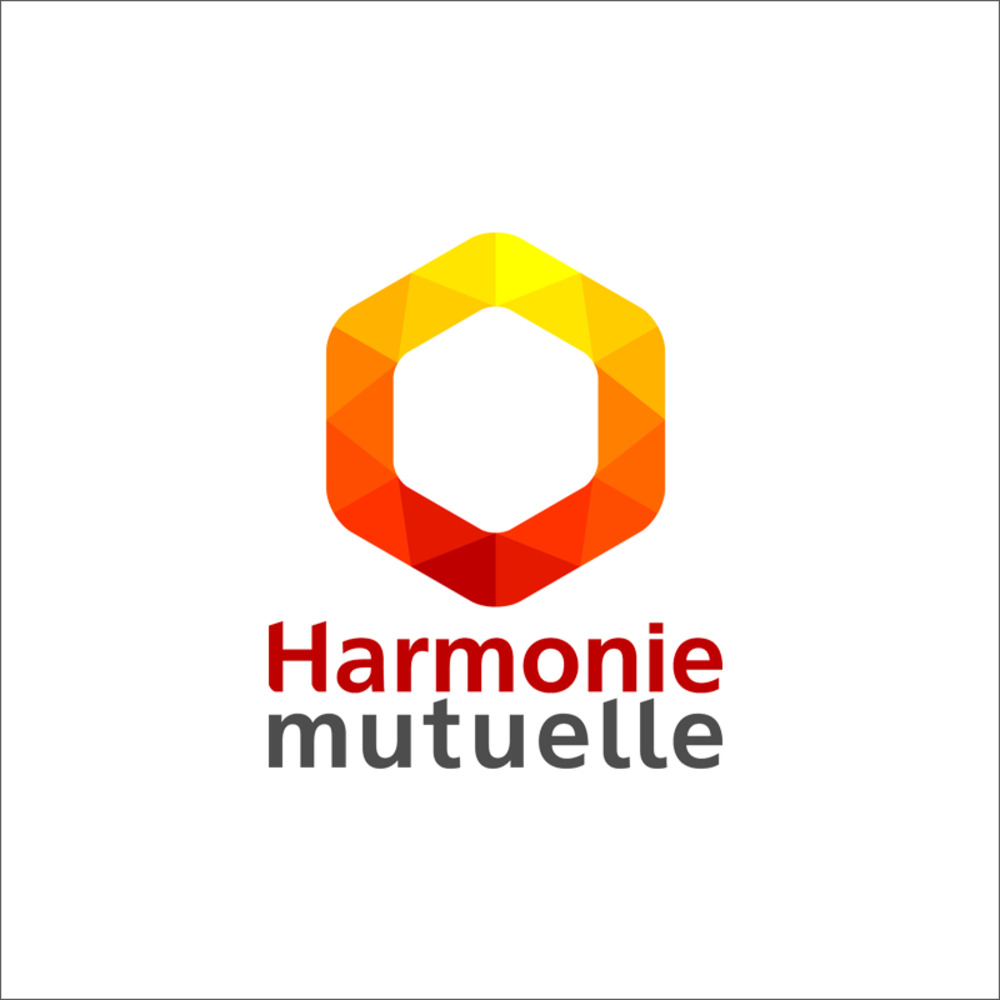
2013 - 2017 : premier logo Harmonie Mutuelle
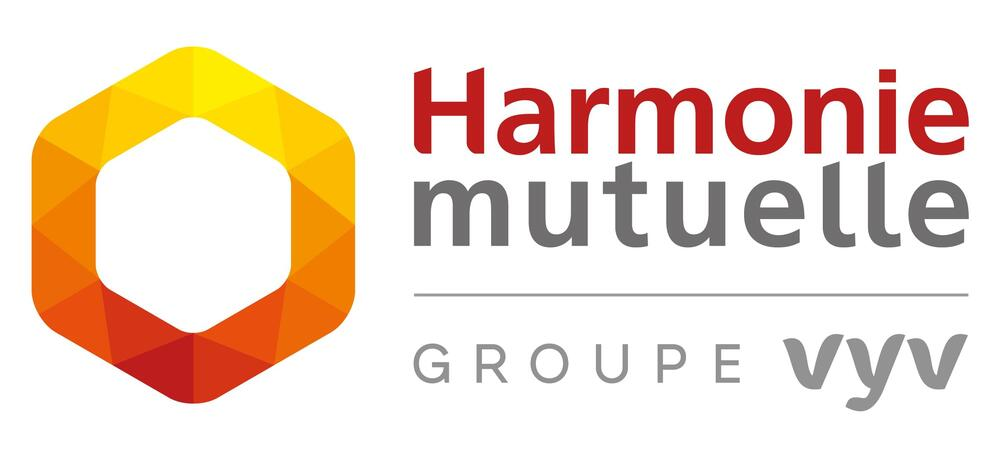
2017 - 2019 : logo Harmonie Mutuelle à la suite de son engagement au sein du groupe VYV.
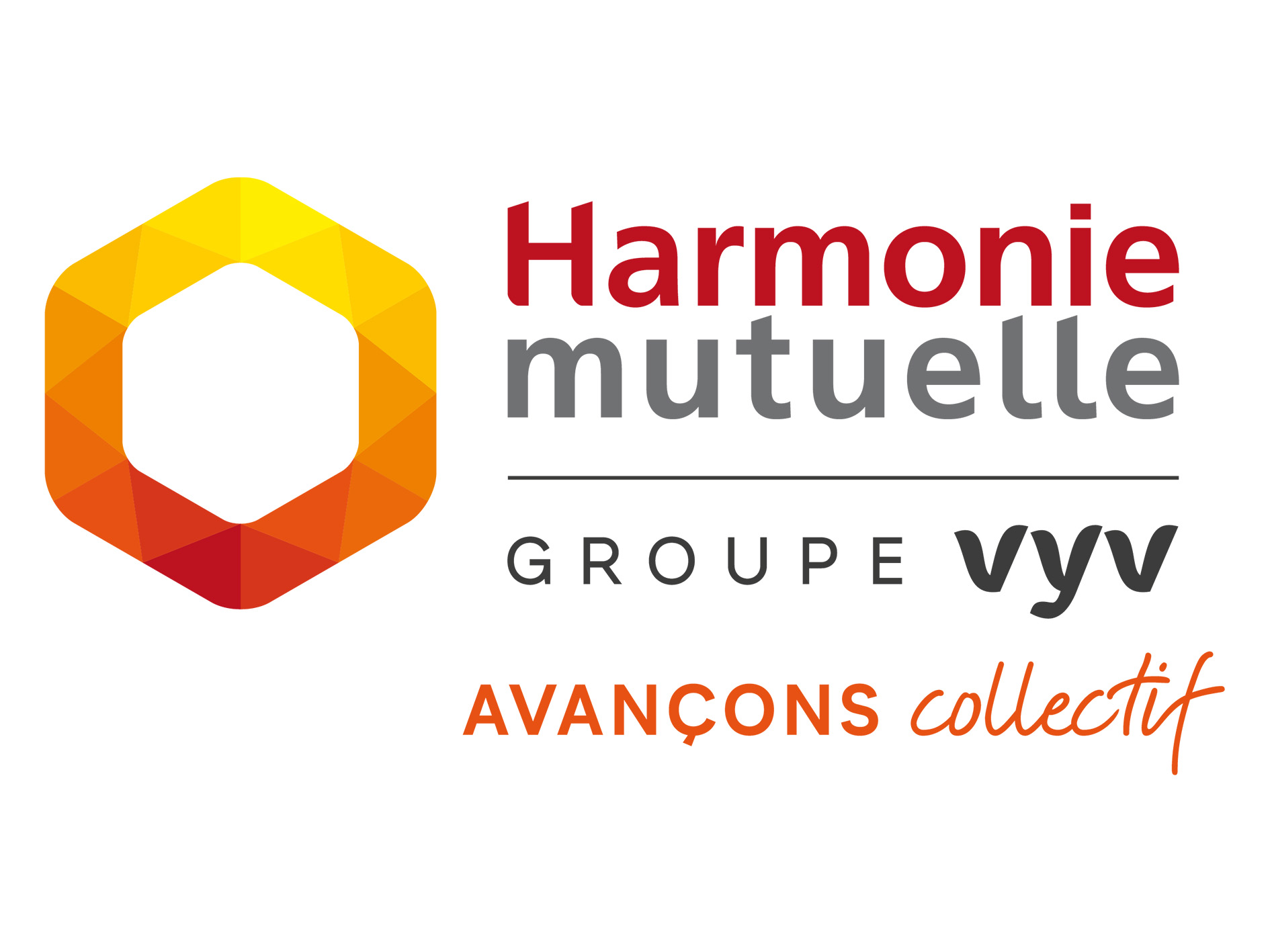
Depuis 2019 : logo actuel Harmonie Mutuelle. On y retrouve le nouveau positionnement du groupe, Avançons collectif.